# Loxandrus collucens
Loxandrus collucens är en skalbaggsart som beskrevs av Thomas Casey. Loxandrus collucens ingår i släktet Loxandrus och familjen jordlöpare. Inga underarter finns listade i Catalogue of Life.